# Ustronie (Lubin)
Pour les articles homonymes, voir Ustronie.
Ustronie est une localité polonaise de la gmina et du powiat de Lubin en voïvodie de Basse-Silésie.